# Louis Fieu
Louis Fieu est un homme politique français né le 7 novembre 1879 à Albi où il est mort le 7 septembre 1973.

## Biographie
Après une carrière de fonctionnaire municipal à la mairie de Carmaux, il entre en politique en 1919, année de son élection en qualité de conseiller général du canton de Carmaux, sous l'étiquette SFIO : il sera réélu en 1925, 1931 et 1937. Premier adjoint au maire de Carmaux en 1928, il succède à Jean-Baptiste Calvignac en 1930 à la tête de la municipalité, jusqu'en 1941, puis de 1942 à 1944.
Il siège à l'Assemblée nationale comme député SFIO du Tarn de 1932 à 1940.
Résistant actif - il est membre des FFI à partir de juillet 1943 -, il se retire de la vie politique à la Libération, bien qu’ayant été relevé, pour faits de résistance, de l’inéligibilité qui le frappait pour avoir voté les pleins pouvoirs au maréchal Pétain, le 10 juillet 1940.

## Sources
- « Louis Fieu », dans le Dictionnaire des parlementaires français (1889-1940), sous la direction de Jean Jolly, PUF, 1960 [détail de l’édition]